# Pipile cumanensis
Il guan fischiatore golablu (Pipile cumanensis (Jacquin, 1784)) è un uccello galliforme della famiglia dei cracidi.

## Descrizione
Il guan fischiatore golablu è descritto come "stranamente 'preistorico' (rettiliano)" ma "bello". In media è lungo circa 69 cm, inclusi collo e coda, entrambi molto lunghi.  La maggior parte del piumaggio è nero con una lucentezza verdastra: blu-verde in P. c. cumanensis, oliva in P. c. grayi. Ha una grande macchia bianca su ciascuna ala, macchie bianche sulle copritrici alari e sul petto, una macchia bianca sopra l'occhio e la nuca bianca o bianco lucido (e la parte superiore del collo in P. c. grayi). Entrambe le sottospecie hanno una piccola cresta bianca; nella sottospecie nominale è irsuta e quasi a tinta unita; in P. c. grayi è più pelosa e i calami delle piume sono neri e appaiono come striature. Il becco è celeste alla base e blu cobalto alla punta. Entrambe le sottospecie hanno carne nuda blu sulla gola, che forma un bargiglio. Le zampe sono rosse. Durante la stagione riproduttiva è rumoroso. All'alba emette un richiamo acuto, composto da circa 6 fischi lenti e chiari, "leggermente ascendenti di tono, püüeee, püüeee, püüeee,... ". Il suo display di volo, all'alba o durante il giorno, include due battiti d'ala veloci (spesso appena udibili), seguiti da due battiti che emettono un rumore simile ad un sonaglio. In altre stagioni è solitamente silenzioso.

## Biologia
Questa specie vive in coppia durante la stagione riproduttiva e in gruppi più grandi, che arrivano fino a 12 individui, in altri periodi dell'anno. Cammina agilmente o saltella con l'aiuto delle ali nella chioma della foresta, specialmente negli alberi con fiori o frutti di cui si nutre. Per attraversare le radure parte con battiti d'ali veloci e poi plana, dando un'altra raffica di battiti d'ali se necessario per mantenere l'altezza. Dove non viene cacciato è abbastanza comune e facile da vedere. Poco si sa sulla sua riproduzione. In Colombia è stato osservato in condizioni riproduttive a febbraio e deporre uova a maggio. Un nido era costruito con ramoscelli in una fitta vegetazione nella chioma e conteneva tre uova bianco-giallastre.

## Distribuzione e habitat
P. cumanensis è diffuso nella parte settentrionale del Sud America. La sottospecie nominale (P. c. cumanenis) è presente in un'area tra la Guyana, il fiume Orinoco in Venezuela, la Colombia meridionale, il Brasile settentrionale e il Perù sudorientale. Qui e forse nella Bolivia settentrionale si sovrappone all'altra sottospecie, P. c. grayi, il cui areale prosegue nella Bolivia centrale, nel Mato Grosso e in Paraguay. Questa specie abita le foreste: in Colombia e Venezuela è rinvenuto nelle foreste pluviali (fino a 1100 m di altitudine), anche quelle inondate, e in quelle ripariali. Predilige soprattutto i bordi delle foreste, vicino a zone aperte o corsi d'acqua.

## Tassonomia
Allo stato attuale il guan fischiatore golablu presenta due sottospecie, Pipile cumanensis cumanensis (la sottospecie nominale) e Pipile cumanensis grayi (il guan fischiatore di Gray). Talvolta queste sono considerate due sottospecie di Pipile pipile, il guan fischiatore di Trinidad, anche se la cosa non è universalmente accettata ed esistono prove contrarie a questa teoria. Uno studio genetico suggerisce che P. cumanensis sia una specie a sé stante, ma incroci tra la sottospecie P. c. grayi e il guan fischiatore golarossa (P. cujubi) nella Bolivia orientale potrebbero suggerire la necessità di una classificazione diversa.